# Інкоматі (Шинаван)
Інкоматі ді Шинаван або просто Шинаван (порт. Incomáti de Xinavane) — професіональний мозамбіцький футбольний клуб з міста Шинаван.

## Історія клубу
Клуб було засновано в 1900 році. Зараз команда виступає у Другому дивізіоні Чемпіонату Мозамбіку з футболу.

## Стадіон
Зараз клуб проводить домашні матчі на стадіоні «Кампу ду Шинаван», який може вмістити до 2 000 вболівальників.

## Участь в турнірах
- Чемпіонат Мозамбіку з футболу 2011
- Другий дивізіон Чемпіонату Мозамбіку з футболу ?-2010, 2012-